# Afrika Open
Het Afrika Open - officieel het Africa Open - was een golftoernooi die deel uitmaakt van de Sunshine Tour en de Europese PGA Tour.

## Achtergrond
Het Afrika Open was het vierde toernooi in Zuid-Afrika dat ook voor de Europese Tour meetelt, net als het Alfred Dunhill Kampioenschap, het Joburg Open en het Zuid-Afrikaans Open. In 2013 kwamen daar twee toernooien bij, het Nelson Mandela Kampioenschap en het Tshwane Open.  
De eerste editie van het toernooi was in februari 2008 op de Fish River Sun Country Club. Sinds 2009 wordt het in de maand januari gespeeld op de East London Golf Club in Oos-London, Zuid-Afrika. Deze baan kijkt uit over de Indische Oceaan en is een combinatie van een duinbaan en een parkbaan, hetgeen het afwisselend maakt. Reeds zes keer is ook het Zuid-Afrikaans Open hier gespeeld.

## Winnaars
| Seizoen  | Seizoen  | Baan                        | Locatie     | Winnaar             | Score | Score |
| Sunshine | Europese | Baan                        | Locatie     | Winnaar             | Score | Score |
| -------- | -------- | --------------------------- | ----------- | ------------------- | ----- | ----- |
| 2008     | 2008     | Fish River Sun Country Club | Port Alfred | Shaun Norris        | 275   | –13   |
| 2009     | 2009     | East London Golf Club       | Oost-Londen | Retief Goosen       | 267   | –21   |
| 2010     | 2010     | East London Golf Club       | Oost-Londen | Charl Schwartzel    | 272   | –20   |
| 2011     | 2011     | East London Golf Club       | Oost-Londen | Louis Oosthuizen po | 276   | –16   |
| 2012     | 2012     | East London Golf Club       | Oost-Londen | Louis Oosthuizen    | 265   | –27   |
| 2013     | 2013     | East London Golf Club       | Oost-Londen | Darren Fichardt     | 272   | –16   |
| 2014     | 2014     | East London Golf Club       | Oost-Londen | Thomas Aiken        | 264   | –20   |
| 2015     | 2015     | East London Golf Club       | Oost-Londen | Trevor Fisher jr.   | 264   | –24   |

| Toernooirecord |  | po = winnaar na play-off |

### Play-offs
- In 2011 won Louis Oosthuizen de play-off van Chris Wood en Manuel Quiros met een birdie op de eerste extra hole.